# Marguerite Stuber Pearson
Marguerite Stuber Pearson (Filadélfia, 01 de agosto de 1898 — Rockport (Massachusetts), 2 de abril de 1978) foi uma pintora norte-americana do estilo da Escola de Boston.